# Imran Rashid
Imran Rashid är en dansk-pakistansk allmänläkare. 
Han har varit aktiv i debatten i Danmark kring hur teknik, inte minst skärmtid, påverkar människan. Han gav 2017 ut boken "Sluk - kunsten at overleve i en digital verden" Han har haft en kolumn i BT och fick Rosenkjærprisen 2024.